# ギンギンタラス
ギンギンタラスはマルコ・ポーロが執筆した旅行記『東方見聞録』に記されている地名である。
その場所は沙州の北西、ハミの先にあるとされ、かつて天山山脈に存在した都市ビシュバリクを指すとされるが正確な位置はわかっていない。

## 概要
マルコ・ポーロの『東方見聞録』では、延長16日行程の広がりを持ち、カーンに隷属しており、おびただしい数の都市や集落が散在しているとされる。ここでいうカーンとはモンゴル帝国5代皇帝クビライを指す。

## 名称・表記
日本語では『ギンギンタラス』と表記されることが多いが、東方見聞録の写本によって『Chingintalas』、『Chinchitalas』、『Cincitalas』、『Chinghintalas』など様々な形で表記されている。この地方はモンゴルによる統治時代に『別失八里等処行中書省』の管区をなし、これが『行省管区』Hsing-shingdarasiと略称され、訛ってギンギンタラスとしてマルコ・ポーロに伝承されたとされる。

## 地理
小砂漠に臨み、北辺に一山があり、延長16日行程の広がりを持つ地方であるとされる。ハミの北西であることを考慮すると、ここで言う小砂漠とはタクラマカン砂漠を指し、北辺の一山とは天山山脈を指すであろう。つまり南をタクラマカン砂漠、北を天山山脈に囲まれた地域であると推定される。

## サラマンダーの採掘
この国の北辺にある山からは鋼鉄やオンダニックの他サラマンダーが採掘されるとし、その真相について書かれている。オンダニックについては資料が乏しく詳細は不明だが、鋼鉄と共に書かれていることから鉱山から採掘される鉱物であり何らかの金属であろうと推測される。